# Losenstein
Losenstein est une commune autrichienne du district de Steyr-Land en Haute-Autriche.